# Sofía Pachano
Sofía Pachano (Buenos Aires, Argentina, 9 de noviembre de 1988) es una actriz, cantante, bailarina y conductora argentina.

## Carrera
Hija del bailarín, coreógrafo y director teatral Aníbal Pachano y de la actriz, bailarina y directora de arte Ana Sans, ambos fundadores del reconocido grupo artístico «Botton Tap», Sofía siguió con la profesión heredada del matrimonio de artistas. Estudió teatro con César Brie e Ines Estevez, canto con Mirtha Arrua Lichi, Pablo Grande y Marcelo Velazco. También estudió cocina en el Instituto Argentino de Gastronomía y fue conductora de un programa en Tastemade .
En televisión debutó como integrante del cuerpo de baile del programa Agrandadytos conducido por Dady Brieva durante tres años. Incursionó como actriz en tiras como Señales del fin del mundo (2013-2014) y Adentro (2020). En el 2011 participó en el especial Volver al ruedo por el Día Mundial de la Lucha contra el Sida (enfermedad que actualmente cursa su padre). También estuvo en los realities Tu cara me suena (2013- 2014), Bailando por un sueño (2019) y MasterChef Celebrity Argentina (2020).
En teatro intervino en la obra El otro lado de la cama  con Benjamín Rojas, Gimena Accardi y Nicolás Vázquez; Dominó, Los Fabulosos BUU, Smail y Vale todo.
En el 2011 ganó un Premio Estrella de Mar como revelación femenina de Music Hall.
En el 2012 fue convocada por Patricio Arellano para su videoclip Sobrenatural.

## Televisión
| Año         | Título                                      | Rol                | Notas                              |
| ----------- | ------------------------------------------- | ------------------ | ---------------------------------- |
| 1999 - 2001 | Agrandadytos                                | Ella misma         |                                    |
| 2005        | Circo criollo                               | Bailarina          |                                    |
| 2010        | Showmatch: Bailando 2010                    | Participante       | 20.ª eliminada                     |
| 2011        | Showmatch: Bailando 2011                    | Participante       | 24.ª eliminada                     |
| 2011        | Sábado Show: Cantando 2011                  | Participante       | 8.ª eliminada                      |
| 2011        | Volver al ruedo                             | Vivi               | Reparto principal                  |
| 2013 - 2014 | Señales del fin del mundo                   | Sofia              | Reparto principal                  |
| 2013        | Tu cara me suena                            | Anni-Frid Lyngstad | Acompaña a Campi (gala 11)         |
| 2014        | Tu cara me suena                            | Niall Horan        | Acompaña a Ángela Torres (gala 14) |
| 2015        | Pan y vino                                  | Agustina Marziano  | Reparto Principal                  |
| 2019        | Showmatch: Súper Bailando                   | Participante       | 10.ª eliminada                     |
| 2020        | Adentro                                     | Almendra           | Reparto principal                  |
| 2020 - 2021 | MasterChef Celebrity Argentina              | Participante       | 4.° Lugar                          |
| 2021 - 2022 | Cocineros argentinos                        | Conductora         |                                    |
| 2022        | MasterChef Celebrity Argentina: La Revancha | Participante       | Ganadora                           |

## Teatro
- Mi Soñada Amapola (con los "Botton Tap")
- Chorus line
- NN - Sala 3
- GPS Vocacional
- El otro lado de la cama
- Los Fabulosos BUU
- Vale todo (Anything Goes)
- Smail
- Pour la gallery
- Dominó
- Somos Nosotros